# سوازنا غيريرو
سوازنا غيريرو (بالإسبانية: Susana Guerrero)‏ (10 مايو 1980 بإشبيلية في إسبانيا - ) هي لاعبة كرة قدم إسبانية في مركز الدفاع. شاركت مع منتخب إسبانيا لكرة القدم للسيدات. أما مع النوادي، فقد لعبت مع أتلتيكو مدريد للسيدات وLevante UD Femenino ‏ وCE Sabadell (women) ‏ وExtremadura Femenino CF ‏.